# A. R. Rahman
A. R. Rahman (tamil: ஏ.ஆர்.ரஹ்மான், hindi: ऐ.आर. रहमान; Chennai, Tamil Nadu, 6 de enero de 1967) es un compositor, productor y músico indio.
Ha vendido más de 200 millones de casetes, siendo uno de los mayores vendedores musicales de la historia. Su carrera está ligada al cine por ser compositor de multitud de canciones de películas de Bollywood. Ha vendido más de 100 millones de discos donde se editaban canciones compuestas para estas películas.
Dentro de los instrumentos utilizados para sus canciones, destaca los de teclados como el piano, o los de percusión, también cabe destacar la guitarra.

## Biografía
Su carrera como músico comenzó en 1991 componiendo música para anuncios publicitarios en la televisión de India. En 1992 compuso las canciones de la película Roja, dirigido por Mani Ratnam. En su debut en el cine, le permitió obtener el premio "Rajat Kamal award" al mejor director de música en el "National Film Awards". Su primer álbum "Roja" con las canciones de dicha película, ha sido catalogado por la revista TIME como una las 10 mejores canciones musicales para películas de todos los tiempos.
Su música tiene referencias de compositores clásicos, románticos, de la música carnática y de compositores musicales de películas como K. V. Mahadevan o Vishwanathan-Ramamoorthy.
Rahman ha colaborado con éxito con otros compositores musicales para películas, como Mani Ratnam en diez películas hasta el 2006, o con S. Shankar en los filmes "Gentleman" y "Kadhalan", "Indian", "Jeans", "Mudhalvan", "Nayak", "Boys" y "Sivaji".
A. R. Rahman ha trabajado en más de 100 películas y sigue en activo trabajando en la música para películas de Hollywood. En el 2008 ha trabajado en cuatro películas "Jodhaa Akbar", "Janne tu ya jaane na", "Yuvraaj" y "Ghajini.
En 2009  colaboró con las   Pussycat Dolls en la canción Jai Ho (You Are My Destiny).
El 20 de mayo de 2011, se presenta un proyecto de superbanda integrada por Mick Jagger, Dave Stewart, Joss Stone, Damian Marley y al mismo Rahman llamado SuperHeavy. El álbum homónimo de la banda fue lanzado en septiembre de 2011. Fue encargado de la composición de la canción nombrada “Satyameva Jayate”, que significa, “The Truth Alone Triumphs” (La única verdad triunfara), Rahman escribió esta canción después de una dócil insistencia de la banda. Rahman comenta, “Durante el día tocaba con ellos, en las noches componía.” “Then”, agrega Jagger, “Un día no se apareció en el estudio entonces dije, ‘¿Dónde está A.R?’ entonces apareció ya muy tarde por la noche diciendo contento: ‘Tengo mi canción’ y le dije ‘sólo podré con una línea en Urdu, ¡sólo una!”

## Filmografía
Lista de películas donde A. R. Rahman ha compuesto canciones.
- Roja (1992)
- Yodha (1992)
- Uzhavan (1993)
- Thiruda Thiruda (1993)
- Pudhiya Mugam (1993)
- Gentleman (1993)
- Vandicholai Chinnaraasu (1994)
- Super Police (1994)
- Pudhiya Mannargal (1994)
- Pavithra (1994)
- May Madham (1994)
- Kizhakku Cheemayile (1994)
- Karuththamma (1994)
- Kadhalan  (1994)
- Duet (1994)
- Manitha Manitha (1994)
- Bombay (1995)
- Indira (1995)
- Rangeela (1995)
- Muthu (1995)
- Love Birds (1996)
- Indian (1996)
- Kadhal Desam (1996)
- Fire (1996)
- Mr. Romeo (1996)
- Anthimantharai (1996)
- Minsaara Kanavu (1997)
- Iruvar (1997)
- Daud: Fun On The Run (1997)
- Ratchagan (1997)
- Mona Lisa (1997)
- Vishwa Vidhaata (1997)
- Jeans (1998)
- Dil Se… (1998)
- Earth (1998)
- Doli Saja Ke Rakhna (1998)
- En Swasa Kaatre (1999)
- Jodi (1999)
- Padayappa (1999)
- Taal (1999)
- Takshak (1999)
- Kadhalar Dhinam (1999)
- Pukar (1999)
- Sangamam (1999)
- Mudhalvan (1999)
- Taj Mahal (2000)
- Alaipayuthey (2000)
- Fiza (2000) (1 song)
- Kandukondain Kandukondain (2000)
- Rhythm (2000)
- Thenali (2000)
- Zubeidaa (2000)
- One 2 Ka 4 (2001)
- Nayak: The Real Hero (2001)
- Love You Hamesha (2001)
- Star (2001)
- Lagaan (2001)
- Parthale Paravasam (2001)
- Alli Arjuna (2001)
- Kannathil Muthamittal (2002)
- The Legend of Bhagat Singh (2002)
- Baba (2002)
- Kadhal Virus (2002)
- Saathiya (2002)
- Udhaya (2003)
- Parasuram (2003)
- Boys (2003)
- Enakku 20 Unakku 18 (2003)
- Kangalal Kaithu Sei (2003)
- Tehzeeb (2003)
- Warriors of Heaven and Earth (2004)
- Lakeer - Forbidden Lines (2004)
- Meenaxi: A Tale of Three Cities (2004)
- Aayitha Ezhuthu /  Yuva (2004)
- New / Naani (2004)
- Dil Ne Jise Apna Kahaa (2004) (3 canciones)
- Swades (2004)
- Kisna - The Warrior Poet (2004) (6 canciones)
- Netaji Subhas Chandra Bose: The Forgotten Hero (2005)
- The Rising - Ballad of Mangal Pandey (2005)
- Anbe Aaruyire (2005)
- Agua (2005) (5 canciones)
- Rang De Basanti (2006)
- Sillunu Oru Kaadhal (2006)
- Varalaru - The History of the Godfather (2006)
- Guru (2007)
- Provoked (2007)
- Sivaji: The Boss (2007)
- Azhagiya Thamizh Magan (2007)
- Elizabeth: The Golden Age (2007) (con Craig Armstrong)
- Jodhaa Akbar (2008)
- Slumdog Millionaire (2008)
- Delhi-6 (2009)
- Blue (2009)
- Couples Retreat (2009)
- Vinnaithaandi Varuvaayaa (2010)
- Ye Maaya Chesave (2010)
- Raavan (2010)
- Raavanan (2010)
- Komaram Puli (2010)
- Enthiran (2010)
- Jhootha Hi Sahi (2010)
- 127 horas (2010)
- Rockstar (2011)
- Ekk Deewana Tha (2012)
- People like Us (2012)
- Jab Tak Hai Jaan (2012)
- Kadal (2012)
- Maryan (2013)
- Raanjhanaa (2013)
- Highway (2014)
- Million Dollar Arm (2014)
- Kochadaiiyaan (2014)
- Lekar Hum Deewana Dil (2014)
- The Hundred-Foot Journey (2014)
- Kaaviya Thalaivan (2014)
- Lingaa (2014)
- I (2015)
- O Kadhal Kanmani (2015)
- Tamasha (2015)
- Muhammad: The Messenger of God (2015)
- 24 (2016)
- Achcham Yenbadhu Madamaiyada (2016)
- Sahasam Swasaga Sagipo (2016)
- Jugni (2016)
- Pelé: Birth of a Legend (2016)
- Mohenjo Daro (2016)
- Ok Jaanu (2017)
- Kaatru Veliyidai (2017)
- Sachin: A Billion Dreams (2017)
- Mom (2017)
- Viceroy's House (2017)
- Mersal (2017)
- Daughters of Destiny (2017)
- Beyond the Clouds (2018)
- 2.0 (2018)
- 99 Songs (2018; como compositor, guionista y productor de la película)

## Premios y distinciones
Premios Óscar
| Año  | Categoría          | Película            | Resultado |
| ---- | ------------------ | ------------------- | --------- |
| 2009 | Mejor banda sonora | Slumdog Millionaire | Ganador   |
| 2009 | Mejor canción      | Slumdog Millionaire | Ganador   |
| 2009 | Mejor canción      | Slumdog Millionaire | Nominado  |
| 2011 | Mejor canción      | 127 horas           | Nominado  |
| 2011 | Mejor banda sonora | 127 horas           | Nominado  |

Premios Grammy
| Año  | Película            | Categoría                                                                          | Resultado |
| ---- | ------------------- | ---------------------------------------------------------------------------------- | --------- |
| 2010 | Slumdog Millionaire | Mejor recopilación de banda sonora para película, televisión u otro medio visual   | Ganador   |
| 2010 | Slumdog Millionaire | Mejor canción escrita para una película, televisión u otro medio visual («Jai Ho») | Ganador   |

## Discografía
Muchos de los álbumes, están compuestos por canciones de las películas con las que A. R. Rahman ha trabajado.
| Year | Tamil                       | Telugú                               | Hindi                       | Inglés                                          | Otras lenguas                                |
| ---- | --------------------------- | ------------------------------------ | --------------------------- | ----------------------------------------------- | -------------------------------------------- |
| 1992 | Roja •                      | Roja                                 | Roja                        |                                                 | Roja (Malayalam/maratí)                      |
| 1992 | Asokan                      | Yoddha                               | Dharam Yodha                |                                                 | Yodha • (Malayalam)                          |
| 1993 | Uzhavan •                   |                                      |                             |                                                 |                                              |
| 1993 | Thiruda Thiruda •           | Donga Donga                          | Chor Chor                   |                                                 |                                              |
| 1993 | Vandicholai Chinraasu •     | Bobili Paparayudu                    |                             |                                                 |                                              |
| 1993 | Kizhakku Cheemayile •       | Palnati Pourusham (1994) ♦           |                             |                                                 |                                              |
| 1993 |                             |                                      |                             | Vaishnavar • (Malayalam)                        |                                              |
| 1993 | Pudhiya Mannargal •         |                                      |                             |                                                 |                                              |
| 1993 | Pudhiya Mugam •             | Padmavyuham                          | Vishwavidhaata (1997) ♦     |                                                 |                                              |
| 1993 | Nippu Ravva • #             |                                      |                             |                                                 |                                              |
| 1993 | Gentleman •                 | Gentleman                            | The Gentleman               |                                                 |                                              |
| 1994 | Super Police                | Super Police •                       | Khel Khiladi Ka (1996)      |                                                 |                                              |
| 1994 | Pavithra •                  |                                      |                             |                                                 |                                              |
| 1994 | May Madham •                | Hridayanjali (1999)                  | Love You Hamesha (2001) ♦   |                                                 |                                              |
| 1994 | Karuththamma •              | Vanitha                              |                             |                                                 |                                              |
| 1994 | Kadhalan •                  | Premikudu (1995)                     | Humse Hai Muqabla (1995)    |                                                 |                                              |
| 1994 | Duet •                      | Duet                                 | Tu Hi Mera Dil (1995)       |                                                 |                                              |
| 1994 | Manitha Manitha             | Gangmaster •                         |                             |                                                 |                                              |
| 1995 | Indira •                    | Indira                               | Priyanka                    |                                                 |                                              |
| 1995 | Bombay •                    | Bombay                               | Bombay                      |                                                 |                                              |
| 1995 | Rangeela                    | Rangeli                              | Rangeela •                  |                                                 |                                              |
| 1995 | Muthu •                     | Muthu                                | Muthu Maharaja (2001)       |                                                 | Muthu: The Dancing Maharaja (1998) (japonés) |
| 1996 | Love Birds •                | Love Birds (1997)                    | Love Birds (1997)           |                                                 |                                              |
| 1996 | Indian •                    | Bharateeyudu                         | Hindustani                  |                                                 |                                              |
| 1996 | Kadhal Desam •              | Prema Desam                          | Duniya Dilwalon Ki          |                                                 |                                              |
| 1996 |                             |                                      | Fire •                      | Fire •                                          |                                              |
| 1996 | Mr. Romeo •                 | Mr Romeo                             | Mr Romeo (1997)             |                                                 |                                              |
| 1996 | Anthimanthaarai •           |                                      |                             |                                                 |                                              |
| 1997 | Minsaara Kanavu •           | Merupu Kalalu                        | Sapnay                      |                                                 |                                              |
| 1997 | Iruvar •                    | Iddaru                               |                             |                                                 |                                              |
| 1997 | Ottam                       | 50-50                                | Daud •                      |                                                 |                                              |
| 1997 | Ratchagan •                 | Rakshakudu                           |                             |                                                 |                                              |
| 1998 | Jeans •                     | Jeans                                | Jeans                       |                                                 |                                              |
| 1998 | Uyire                       | Prematho                             | Dil Se •                    |                                                 |                                              |
| 1998 | Mona Lisa                   |                                      | Kabhi Na Kabhi •            |                                                 |                                              |
| 1998 |                             |                                      | Earth •                     | Earth •                                         |                                              |
| 1998 | Oonjal                      |                                      | Doli Saja Ke Rakhna •       |                                                 |                                              |
| 1999 | En Swasa Kaatre •           | Premante Pranamistha                 |                             |                                                 |                                              |
| 1999 | Jodi•                       | Jodi                                 |                             |                                                 | Sajni (2007) (Canarés) ♦                     |
| 1999 | Padayappa •                 | Narasimha                            |                             |                                                 |                                              |
| 1999 | Taalam                      |                                      | Taal •                      |                                                 |                                              |
| 1999 |                             | Thakshak •                           |                             |                                                 |                                              |
| 1999 | Kadhalar Dhinam •           | Premikula Roju                       | Dil Hi Dil Mein •           |                                                 |                                              |
| 1999 | Sangamam                    |                                      |                             |                                                 |                                              |
| 1999 | Taj Mahal •                 |                                      |                             |                                                 |                                              |
| 1999 | Mudhalvan •                 | Oke Okkadu                           | Nayak (2001) ♦              |                                                 |                                              |
| 2000 | Alaipayuthey •              | Sakhi                                | Saathiya (2002) ♦           |                                                 |                                              |
| 2000 |                             | Fiza •                               |                             |                                                 |                                              |
| 2000 | Kandukondain Kandukondain • | Priyuralu Pilichindi                 |                             |                                                 |                                              |
| 2000 |                             | Pukar •                              |                             |                                                 |                                              |
| 2000 | Rhythm •                    | Rhythm                               |                             |                                                 |                                              |
| 2000 | Thenali •                   | Thenali                              |                             |                                                 |                                              |
| 2000 |                             | Zubeidaa •                           |                             |                                                 |                                              |
| 2001 |                             |                                      | One 2 Ka 4 •                |                                                 |                                              |
| 2001 | Star •                      | Takkari Donga Chakkani Chukka (2005) |                             |                                                 |                                              |
| 2001 |                             | Lagaan •                             |                             |                                                 |                                              |
| 2001 | Parthale Paravasam •        | Paravasam                            |                             |                                                 |                                              |
| 2001 | Alli Arjuna •               |                                      |                             |                                                 |                                              |
| 2002 | Kannathil Muthamittal •     | Amrutha                              |                             |                                                 |                                              |
| 2002 |                             | The Legend of Bhagat Singh •         |                             |                                                 |                                              |
| 2002 | Baba •                      | Baba                                 |                             |                                                 |                                              |
| 2002 | Kadhal Virus •              |                                      |                             |                                                 |                                              |
| 2003 | Udhaya •                    |                                      |                             |                                                 |                                              |
| 2003 | Parasuram •                 | Police Kartavyam                     |                             |                                                 |                                              |
| 2003 | Boys •                      | Boys                                 | Boys (2009)                 |                                                 |                                              |
| 2003 |                             | Tehzeeb •                            |                             |                                                 |                                              |
| 2003 | Enakku 20 Unakku 18 •       | Nee Manasu Naaku Telusu •            |                             |                                                 |                                              |
| 2003 |                             |                                      |                             | Warriors of Heaven and Earth • (Chino mandarín) |                                              |
| 2003 | Kangalal Kaithu Sei •       |                                      |                             |                                                 |                                              |
| 2004 |                             |                                      | Lakeer •                    |                                                 |                                              |
| 2004 |                             | Meenaxi •                            |                             |                                                 |                                              |
| 2004 | Aayutha Ezhuthu •           | Yuva                                 | Yuva •                      |                                                 |                                              |
| 2004 | New •                       | Naani •                              |                             |                                                 |                                              |
| 2004 |                             | Dil Ne Jise Apna Kahaa •             |                             |                                                 |                                              |
| 2004 | Desam                       |                                      | Swades •                    |                                                 |                                              |
| 2004 |                             | Kisna •                              |                             |                                                 |                                              |
| 2005 |                             |                                      | Bose: The Forgotten Hero •  |                                                 |                                              |
| 2005 |                             | Mangal Pandey •                      |                             |                                                 |                                              |
| 2005 | Anbe Aaruyire •             |                                      |                             |                                                 |                                              |
| 2005 |                             | Rang De Basanti •                    |                             |                                                 |                                              |
| 2005 |                             | Water •                              |                             |                                                 |                                              |
| 2006 | Varalaru •                  |                                      |                             |                                                 |                                              |
| 2006 | Sillunu Oru Kaadhal •       | Nuvvu Nenu Prema                     |                             |                                                 |                                              |
| 2006 | Guru                        | Gurukanth                            | Guru •                      |                                                 |                                              |
| 2007 | Sivaji: The Boss •          | Sivaji: The Boss                     | Shivaji: The Boss (2010)    |                                                 |                                              |
| 2007 | Provoked                    | Provoked                             | Provoked                    | Provoked •                                      |                                              |
| 2007 |                             |                                      | Bombil and Beatrice •       |                                                 |                                              |
| 2007 |                             |                                      | Elizabeth: la edad de oro • |                                                 |                                              |
| 2007 | Azhagiya Thamizh Magan •    | Maha Muduru                          |                             |                                                 |                                              |
| 2008 | Jodhaa Akbar                | Jodhaa Akbar                         | Jodhaa Akbar •              |                                                 |                                              |
| 2008 |                             | Jaane Tu Ya Jaane Na •               |                             |                                                 |                                              |
| 2008 |                             | Ada •                                |                             |                                                 |                                              |
| 2008 | Sakkarakatti •              |                                      |                             |                                                 |                                              |
| 2008 |                             | Yuvvraaj •                           |                             |                                                 |                                              |
| 2008 |                             | Ghajini •                            |                             |                                                 |                                              |
| 2008 | Naanum Kodieswaran          |                                      | Slumdog Crorepati           | Slumdog Millionaire •                           |                                              |
| 2009 |                             |                                      | Delhi 6 •                   |                                                 |                                              |
| 2009 |                             | Blue •                               |                             |                                                 |                                              |
| 2009 |                             |                                      | Couples Retreat •           |                                                 |                                              |
| 2010 | Vinnaithaandi Varuvaaya •   | Ye Maaya Chesave •                   |                             |                                                 |                                              |
| 2010 | Raavanan •                  | Villain                              | Raavan •                    |                                                 |                                              |
| 2010 | Komaram Puli •              |                                      |                             |                                                 |                                              |

• Indica la lengua original con la que se editó.